# Мышбаева, Нукетай
Нукетай Мышбаева (каз. Нүкетай Мышбаева; 9 марта 1934, Нарынкол, Райымбекский район, Алматинская область) — советская и казахская актриса, певица (меццо-сопрано). Народная артистка Казахской ССР (1991), Заслуженная артистка Казахской ССР (1976).

## Биография
Родилась в 1936 году в Нарынколе Райымбекского района Алматинской области.
В 1954 году поступила в Казахскую государственную консерваторию им. Курмангазы на театральный факультет, который успешно окончила в 1959 году.
С 1959 года по настоящее время — актриса Казахского национального академического театра драмы имени Мухтара Ауэзова.

## Творчество
За время работы на сцене Казахского драматического театра им. М. О. Ауэзова им создано около 100 ролей.

### Роли в театре
Казахский национальный академический театр драмы имени М. О. Ауэзова (с 1959 года):
- К. Шангытбаев, К. Байсеитов «Ох, уж эти девушки»(режиссёр А. Мамбетов) — Айбала;
- К. Мухамеджанов «Сватья приехала» (режиссёр А. Мамбетов) — Марфуга;
- A.Тажибаев «Майра» (режиссёр Б. Омаров) — Майра;
- A. Нурпеисов «Кровь и пот» (режиссёр А. Мамбетов) — Акбала;
- Ш. Кусаинов «Алдар косе» (режиссёр А. Рахимов) — Менсулу;
- М. Ауэзов «Ночные раскаты» (режиссёр. С. Елеусизов) — Жузтайлак;
- М. Ауэзов «Абай» (режиссёр А. Мамбетов) — Карлыгаш;
- М. Ауэзов «Карагоз» (режиссёр А. Мадиевский) — Акбала;
- Т. Ахтанов «Неожиданная встреча» (режиссёр А. Мамбетов) — Галия;
- С. Жунусов «Ажар и смерть» (режиссёр К. Жетписбаев) — Ажар;
- А. Сулейменов «Молитвенный коврик» (режиссёр А. Рахимов) — секретарь;
- А. Сулейменов «Сокращение штата» (режиссёр А. Рахимов) — Уркия;
- М. Макатаев «Прощай, любовь» (режиссёр Б. Атабаев) — старушка Иис;
- Ш. Айтматов «Материнское поле» (режиссёр А. Мамбетов) — Алиман;
- Ш. Айтматов «Белый пароход» (режиссёр А. Мамбетов) — Бекей;
- Б. Мукай «Напрасная жизнь» (режиссёр К. Сугирбеков) — Герой;
- Р. Муканова «Ангел с дьявольским лицом» (режиссёр Б. Атабаев) — Женщина;
- Т. Нурмагамбетов «Свадьба Кырманбая» (режиссёр А. Рахимов) — Гулбарам;
- Ф. Буляков «Выходят бабки замуж» (режиссёр А. Рахимов) — Фатима;
- Т. Мурод «Ночь, когда плачут кони» (режиссёр О. Салимов) — старуха Султан;
- Н. Хикмет «Фархад-Шырин» (режиссёр Н. Жуманиязов) — няня;
- Б. Жакиев «Не делайте друг другу больно» (режиссёр Е. Обаев) — женщина хохотушка;
- В спектакле «Абай десем…» (режиссёр Б. Атабаев) по мотивам произведений Абая — Улжан и др.

### Фильмография
- 1967 — Снег среди лета — Хатша
- 1976 — Алпамыс идёт в школу — медсестра
- 1979 — Невеста для брата — Озген
- 1996 — Жамбыл
- 2008 — Откройте дверь - я счастье!
- 2011 — Болашак — Майра-апа

## Награды
- Почётная грамота Верховный Совет Казахской ССР;
- 1976 — «Заслуженная артистка Казахской ССР» за заслуги в области казахского и советского театрального искусства;
- 1991 (16 января) — почётное звания «Народная артистка Казахской ССР» за заслуги в области казахского и советского театрального искусства;
- 2005 — Лауреат Государственной степендии области культуры РК;[1]
- 2009 — Орден Парасат за выдающийся вклад в развитие отечественного театрального искусства;
- 2016 — Медаль «25 лет независимости Республики Казахстан»;
- 2016 — Обладатель государственной стипендии Первого Президента Республики Казахстан — Лидера Нации в области культуры;[2]